# USS Casimir Pulaski (SSBN-633)
USS Casimir Pulaski (SSBN-633) – amerykański strategiczny okręt podwodny o napędzie atomowym typu Lafayette, a dokładniej do podtypu James Madison, nosiciel strategicznych pocisków balistycznych SLBM typu Polaris i Posejdon. Okręt nazwano imieniem bohatera wojny o niepodległość Stanów Zjednoczonych generała Kazimierza Pułaskiego.

## Historia
Zamówienie na budowę USS „Casimir Pułaski” zostało złożone w stoczni Electric Boat 20 lipca 1961. Rozpoczęcie budowy nastąpiło 12 stycznia 1963. Wodowanie okrętu miało miejsce 1 lutego 1964, wejście do służby 14 sierpnia 1964.